# Rachad Chitou
Rachad Chitou est un footballeur béninois né le 18 septembre 1976.
Il a participé à la Coupe d'Afrique des nations 2004, puis à la Coupe d'Afrique des nations 2008 et enfin à la Coupe d'Afrique des nations 2010 avec l'équipe du Bénin.

## Carrière
- 2002-2006 :  AS Dragons FC
- 2006-2007 :  Heart of Lions
- 2008- :  Wikki Tourists[1],[2]

## Sélections
- International béninois depuis 2002 (27 sélections, 1 but).